# Le Paradis des voleurs
Pour plus de détails, voir Fiche technique et Distribution.

Le Paradis des voleurs est un film français réalisé par Lucien-Charles Marsoudet et sorti en 1939.  

## Fiche technique
- Titre français : Le Paradis des voleurs
- Titres alternatifs : Escapade - Avec les chevaux de bois
- Réalisation : L-C Marsoudet, supervisé par Léo Joannon
- Scénario : d'après le roman de Gérald A. Foster
- Dialogue Roger Vitrac
- Direction artistique : Lucien Jaquelux
- Photographie : Marcel Lucien
- Photographe de Plateau : Léo Mirkine
- Son : René Louge et Jean Rieul
- Montage : Jacques Grassi
- Musique : Casimir Oberfeld et Roger Fernay
- Sociétés de production :   Compagnie Française Cinématographique - et - Haussmann Films
- Directeur de production : J.M. Jacobi
- Pays  :  France
- Format :  Noir et blanc - 1,37:1 - 35 mm - Son mono
- Genre :  Comédie
- Durée : 80 minutes (1h20)
- Date de sortie :	
  - France : 15 juin 1939

## Distribution
- Paulette Dubost : Paulette
- Roland Toutain : Roland
- Fernand Charpin : Jules Rabastin
- Raymond Aimos : Hercule
- Julien Carette : Scotland
- Alida Rouffe : Tante Flavie
- Léonce Corne : L'huissier
- Édouard Delmont : L'oncle Roquefigue
- André Numès Fils : Le machiniste
- Félix Oudart : Yard
- Pierre Palau : L'impresario
- Jean Sinoël : Le régisseur
- Marcel Vallée : Colin - le directeur
- The Graasley Beauties
- Les Cosaques Du Don